# Gare de Blendecques
La gare de Blendecques est une gare ferroviaire française de la Ligne de Saint-Omer à Hesdigneul, située à proximité du centre-ville de Blendecques dans le département du Pas-de-Calais en région Nord-Pas-de-Calais. 
Fermée aux voyageurs par la Société nationale des chemins de fer français (SNCF) depuis 1959, elle est desservie en saison par le Chemin de fer touristique de la vallée de l'Aa.

## Situation ferroviaire
Établie à 20 mètres d'altitude, la gare de Blendecques est située au point kilométrique 69,698 de la ligne de Saint-Omer à Hesdigneul entre les gares d'Arques (Pas-de-calais) et Wizernes.
Blendecques est située sur la section de ligne d'Arques à Lumbres utilisée pour un trafic marchandises et les trains du Chemin de fer touristique de la vallée de l'Aa.

## Histoire
En 1881, le conseil général émet un vœu pour l'établissement d'une gare à Blendecques. L'argumentaire insiste sur la présence d'un fort potentiel de trafic de marchandises du fait de la présence de plusieurs importantes usines, minoteries, fabriques de papier et une filature de laine, qui ont des besoins apports de matières premières et d'export de leur production. La Compagnie répond qu'elle a déjà donné une réponse négative il plus d'un an et que les arguments sont les mêmes : il est difficile d'installer une gare du fait d'une pente très rapide à l'endroit souhaité, ce qui limiterait le service possible, et le fait qu'il n'y a que deux kilomètres qui sépare ce lieu de la gare d'Arque
En 1885, un vœu est émis par le conseil d'arrondissement de Saint-Omer pour l'arrêt de tous les trains à la halte de Blendecques. Le ministre répond le 24 février 1886, il indique que la Compagnie du Nord s'est engagé à trouver les moyens d'avoir un arrêt de plus dans le sens de Boulogne à Saint-Omer pour permettre aux habitants de Blendecques d'arriver plus tôt à Calais, Dunkerque ou Lille. Le ministre précise que cette promesse lui a paru suffisante du fait qu'il y a déjà six arrêts de train par jour (4 pour Saint-Omer et 2 pour Boulogne) et que la moyenne des billets délivrés en gare est seulement de deux par train.
Le bâtiment voyageurs de la gare est construit en 1894.
Comme la ligne, la gare est fermée au service des voyageurs le 15 juillet 1959,

## Service des voyageurs
Gare fermée.

## Patrimoine ferroviaire et train touristique
L'ancien bâtiment voyageurs est toujours présent, il abrite d'anciens objets ferroviaires sauvegardés par l'association. La gare est desservie, en saison, par le chemin de fer touristique de la vallée de l'Aa.